# Gynogeneze
Při gynogenezi se potomstvu předává genetická informace (DNA) pouze matky. Pohlaví potomstva se (neuvažujeme-li případy autozomálního spoluurčení pohlaví) řídí určením pohlaví matky. Např. u ryb s chromozomovým určením pohlaví typu Drosophila (XX/XY) je všechno potomstvo XX = monosexní (celosamičí) potomstvo.